# Jiangwei-Klasse
Die Jiangwei-Klasse ist eine Klasse chinesischer Fregatten. Ihren NATO-Codenamen erhielten sie nach dem chinesischen General Jiang Wei, einem General des chinesischen Teilstaates Shu Han zur Zeit der Drei Reiche im alten China. Die chinesische Eigenbezeichnung lautet Typ 053H2G (Jiangwei-I) oder Typ 053H3 (Jiangwei-II).

## Geschichte
Der Bau der Schiffe der Jiangwei-Klasse begann 1988. China versuchte mit diesen Fregatten den Anschluss an den modernen Schiffbau zu halten. Die Jiangwei-Klasse ergänzte die älteren Schiffe der Jianghu-Klasse. Wichtig war den chinesischen Entwicklern, dass die Fregatten mehrere Aufgaben erfüllen konnten. Neben der klassischen Aufgabe der U-Bootabwehr sollte die Jiangwei-Klasse auch die Luftraumüberwachung sowie die Bekämpfung von Überwassereinheiten übernehmen. Wie bei den meisten modernen Fregatten besteht auch hier die Hauptbewaffnung aus Flugkörpern. Trotz allem wurde eine verhältnismäßig starke Artilleriebewaffnung aufgebaut. Nach zweijähriger Bauzeit wurde 1990 das erste Schiff in Dienst gestellt. 2004 folgte das bisher letzte Schiff.
Als F22P Sword-Klasse erhält die pakistanische Marine vier Einheiten der Jiangwei-II-Variante. Die ersten drei Schiffe werden von Hudong Zhonghua in Shanghai, China gebaut, das letzte von Karachi Shipyard and Engineering Works in Karatschi, Pakistan.

## Einheiten
Volksrepublik China
| Kennung                    | Name                       | Bauwerft                   | Stapellauf                 | Indienststellung           | Außerdienststellung        | Anmerkung                                      |
| 053H2G (Jiangwei-I-Klasse) | 053H2G (Jiangwei-I-Klasse) | 053H2G (Jiangwei-I-Klasse) | 053H2G (Jiangwei-I-Klasse) | 053H2G (Jiangwei-I-Klasse) | 053H2G (Jiangwei-I-Klasse) | 053H2G (Jiangwei-I-Klasse)                     |
| -------------------------- | -------------------------- | -------------------------- | -------------------------- | -------------------------- | -------------------------- | ---------------------------------------------- |
| 539                        | Anqing (安庆)              | Hudong Shipyard, Shanghai  | Juni 1990                  | Juli 1992                  | 2015                       | Abgegeben an die Küstenwache der Volksrepublik |
| 540                        | Huainan (淮南)             | Hudong Shipyard, Shanghai  | Dezember 1990              | Dezember 1992              | 2015                       | Abgegeben an die Küstenwache der Volksrepublik |
| 541                        | Huaibei (淮北)             | Hudong Shipyard, Shanghai  | Dezember 1992              | Juli 1993                  | 2015                       | Abgegeben an die Küstenwache der Volksrepublik |
| 542                        | Tongling (铜陵)            | Hudong Shipyard, Shanghai  | Dezember 1993              | Juli 1994                  | 2015                       | Abgegeben an die Küstenwache der Volksrepublik |
| 053H3 (Jiangwei-II-Klasse) |                            |                            |                            |                            |                            |                                                |
| 522                        | Lianyungang (连云港)       | Hudong Shipyard, Shanghai  | August 1997                | Januar 1998                |                            | Aktiv                                          |
| 521                        | Jiaxing (嘉兴)             | Hudong Shipyard, Shanghai  | Juni 1998                  | Juni 1999                  |                            | Aktiv                                          |
| 523                        | Putian (蒲田)              | Hudong Shipyard, Shanghai  |                            | Dezember 1999              |                            | Aktiv                                          |
| 564                        | Yichang (宜昌)             | Hudong Shipyard, Shanghai  |                            | Dezember 1999              |                            | Aktiv                                          |
| 565                        | Huludao (葫芦岛)           | Huangpu Shipyard           |                            | Juli 2000                  |                            | Aktiv                                          |
| 524                        | Sanming (三明)             | Huangpu Shipyard           | Dezember 1998              | Dezember 2000              |                            | Aktiv                                          |
| 567                        | Xiangyang (襄阳)           | Huangpu Shipyard           |                            | Mai 2002                   |                            | Aktiv                                          |
| 566                        | Huaihua (怀化)             | Huangpu Shipyard           |                            | Juni 2002                  |                            | Aktiv                                          |
| 527                        | Luoyang (洛阳)             | Hudong Shipyard, Shanghai  | August 2004                | September 2005             |                            | Aktiv                                          |
| 528                        | Mianyang (绵阳)            | Huangpu Shipyard           | Mai 2004                   | April 2005                 |                            | Aktiv                                          |

 Pakistan
| Kennung                                          | Name                                             | Bauwerft                                         | Kiellegung                                       | Stapellauf                                       | Indienststellung                                 | Anmerkung                                        |                                                  |
| modifizierte 053H3 (F-22P oder Zulfiquar-Klasse) | modifizierte 053H3 (F-22P oder Zulfiquar-Klasse) | modifizierte 053H3 (F-22P oder Zulfiquar-Klasse) | modifizierte 053H3 (F-22P oder Zulfiquar-Klasse) | modifizierte 053H3 (F-22P oder Zulfiquar-Klasse) | modifizierte 053H3 (F-22P oder Zulfiquar-Klasse) | modifizierte 053H3 (F-22P oder Zulfiquar-Klasse) | modifizierte 053H3 (F-22P oder Zulfiquar-Klasse) |
| ------------------------------------------------ | ------------------------------------------------ | ------------------------------------------------ | ------------------------------------------------ | ------------------------------------------------ | ------------------------------------------------ | ------------------------------------------------ | ------------------------------------------------ |
| 251                                              | PNS Zulfiquar                                    | Hudong-Zhonghua Shipbuilding, Shanghai           | 12. Oktober 2006                                 | 15. April 2008                                   | 19. September 2009                               | Aktiv                                            |                                                  |
| 252                                              | PNS Shamsheer                                    | Hudong-Zhonghua Shipbuilding, Shanghai           | 13. Juli 2007                                    | 31. Oktober 2008                                 | 19. Dezember 2009                                | Aktiv                                            |                                                  |
| 253                                              | PNS Saif                                         | Hudong-Zhonghua Shipbuilding, Shanghai           | 4. November 2008                                 | 28. Mai 2009                                     | 15. September 2010                               | Aktiv                                            |                                                  |
| 254                                              | PNS Aslat                                        | Karachi Shipyard, Karatschi                      | 10. Dezember 2009                                | 16. Juni 2011                                    | 17. April 2013                                   | Aktiv                                            |                                                  |

## Technische Beschreibung
Allgemein ist die Jiangwei-Klasse eine klassische Fregatte. Anders als bei amerikanischen oder russischen Fregatten wurde nicht die Modulbauweise verwendet. Kampfwertsteigerungen könnten so in der Zukunft etwas schwieriger sein als bei den Konkurrenten.

### Antrieb

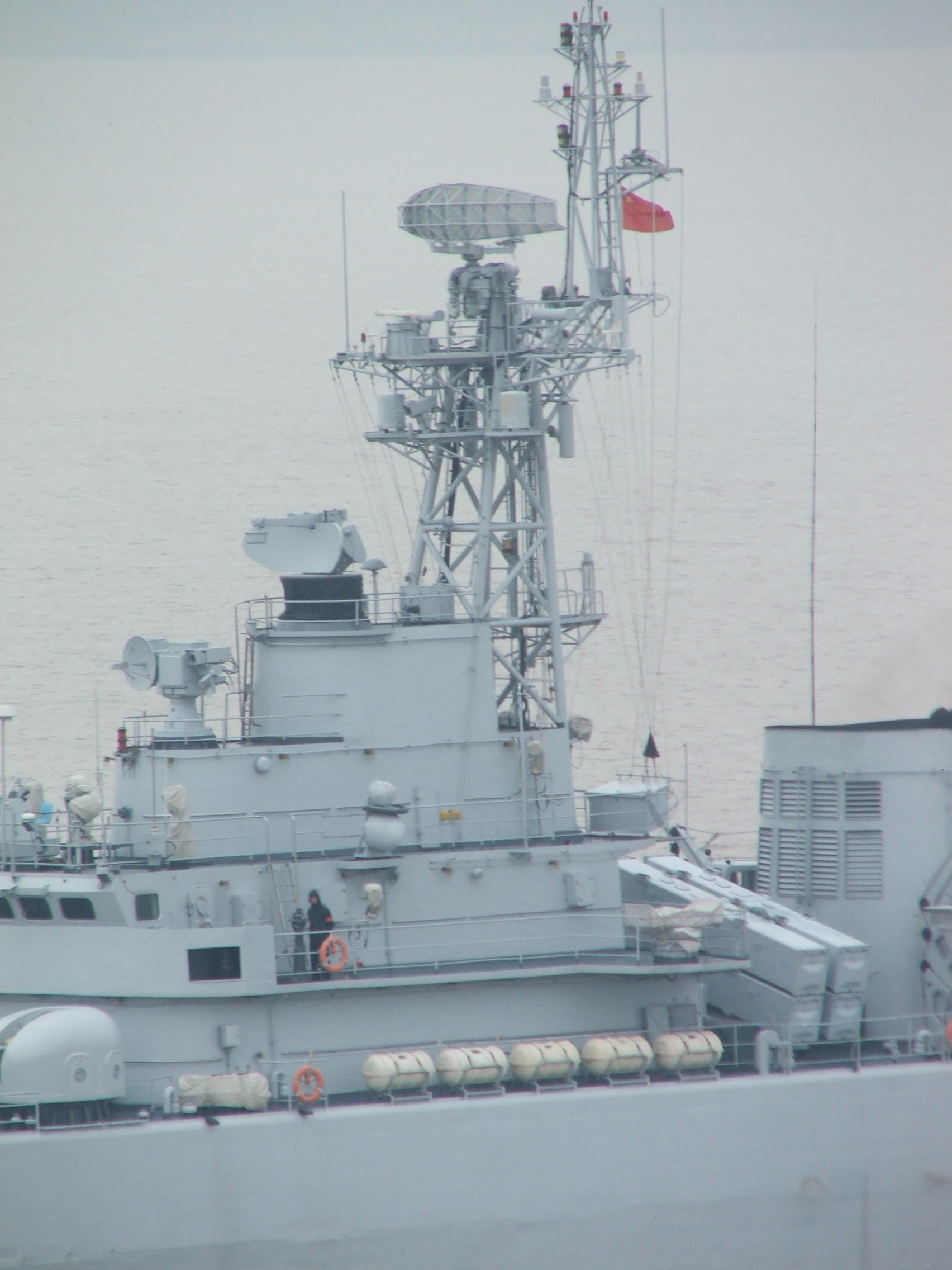
Kommandoturm

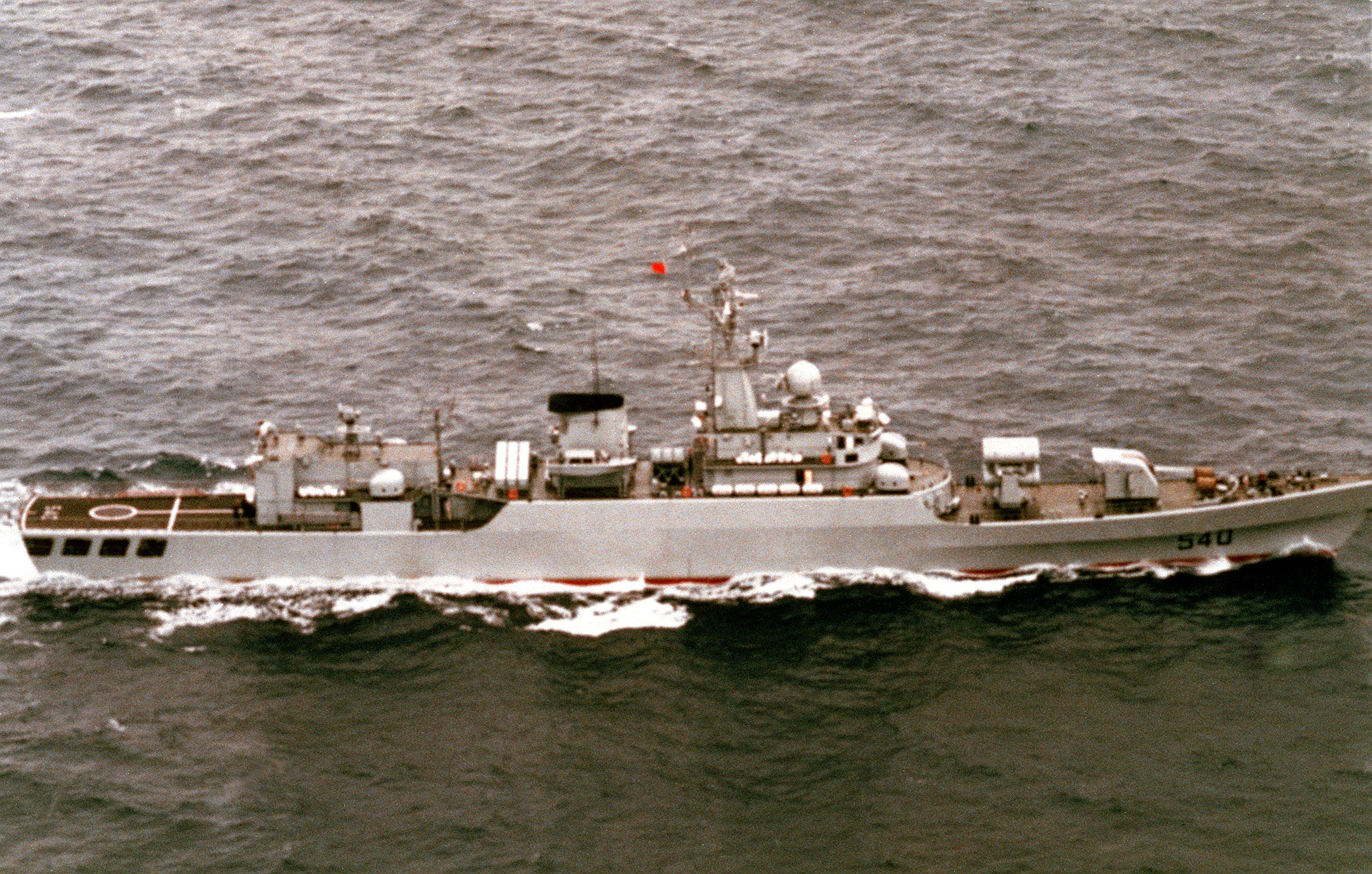
Schiff Nr. 540 Huinan der Jiangwei-Klasse

Der Antrieb der Schiffe der Jiangwei-Klasse ist eine CODAD-Anlage, bei der zwei MTU-Dieselmotoren mit je 8840 PS für die Marschfahrt bis 15 Knoten über zwei Getriebe die beiden Verstellpropeller antreiben. Zur Erlangung der Höchstgeschwindigkeit von 26 kn werden zwei Dieselmotoren Typ 18E390VA mit je 14.000 PS dazugeschaltet. Bei Marschgeschwindigkeit beträgt die Reichweite 5000 Seemeilen.

### Elektronik
Die Fregatten wurden ausgerüstet, um umfangreiche Aufgaben der Überwachung zu übernehmen. Für die U-Bootabwehr stehen aktive und passive Sonargeräte zur Verfügung. Ein Typ 517H1-Radar überwacht den Luftraum. Ein Radar Typ 360 ist für die Überwachung der Oberfläche verantwortlich. Für die Feuerleitung der Geschütze werden zwei Geräte verwendet: Typ 343 ist das Feuerleitradar für die 100-mm-Geschütze, das Typ 347 für die 37-mm-Luftabwehrgeschütze. Für die Kontrolle der Raketen wird das System Typ 342 verwendet.

### Bewaffnung
Hauptbewaffnung der Fregatten ist die Raketenbewaffnung. Zur Bekämpfung von Überwasserzielen werden die Flugkörper YJ-2 in zwei Dreifachstartern und YJ-83 in zwei Vierfachstartern verwendet. Zur Luftabwehr finden die Flugkörper HQ-61B in einem Sechsfachstartern und HQ-7 in einem Achtfachstarter Verwendung. Für die U-Bootabwehr wurde direkt vor dem Hauptgeschütz ein Wasserbombenmörser installiert. Die vier 324-mm-Torpedorohre verschießen neben konventionellen Torpedos auch Raketentorpedos für die U-Bootabwehr. Die Artillerie besteht aus zwei 100-mm-Geschützen in einem Doppelturm am Bug. Acht 37-mm-Flugabwehrkanonen an Bug und Heck in Doppeltürmen komplettieren die Flakbewaffnung. Des Weiteren befinden sich am Heck eine Plattform und der Hangar für einen Harbin-Z9A-Hubschrauber ebenfalls zur U-Bootabwehr.